# 斯科特·斯佩丁
斯科特·斯佩丁（法語：Scott Spedding；1986年5月4日—）是一位法國橄欖球運動員。他是法國國家橄欖球隊的一員，代表法國參加了2015年世界盃橄欖球賽。